# Puente de las Américas
Puente de las Américas (på dansk: Amerikaernes bro, på engelsk: Bridge of the Americas) er en vejbro i Panama, der går hen over Stillehavsmundingen på Panamakanalen. Den blev bygget i 1962 for en pris af 20 millioner amerikanske dollars og var den eneste bro, der forbandt Nordamerika og Sydamerika, indtil Puente Centenario blev åbnet i 2004.

## Beskrivelse
Puente de las Américas krydser Panamakanalen ved Stillehavsmundingen i Balboa, nær Panama City. Den blev opført i perioden 1959-1962 af USA til en pris af 20 millioner dollars.
Broen er en buebro på 1.654 m med 14 fag. Midterfaget er 344 m. Det højeste punkt på broen er 117 m over havniveau, og der er 61,3 m frihøjde under midterfaget ved højvande. Der er brede tilkørselsveje for hver ende og gangsti på hver side af broen.
Fra færdiggørelsen i 1962 til åbningen af Puente Centenario i 2004 var Puente de las Américas en central del af den Panamerika Highway. Som den eneste faste passage over Panamakanalen var det den eneste permanente forbindelse mellem Nord- og Sydamerika siden åbningen af kanalen i 1914. (Der er en lille svingbro indbygget i slusen i Gatún, og en drejebro til biler og tog blev bygget i Miraflores i 1942, men disse broer kan kun bruges, når sluserne er lukket og har i øvrigt begrænset kapacitet.)
Broen er et imponerende skue, og der er fin udsigt fra Balboa Yacht Club, hvor mange småskibe ankrer op før eller efter gennemsejlingen af kanalen. I løbet af et døgn passerer i stort antal fartøjer under broen, enten på vej til eller fra Panamakanalen.

## Historie

### Behovet for en bro
Man var tidligt opmærksomme på, at det franske projekt med at konstruere en kanal ville betyde, at Colón og Panama City ville blive afskåret fra resten af landet af den nye kanal. Også under selve kanalbygningen var dette tydeligt, da man efterhånden måtte bruge pramme for at transportere bygningsarbejdere frem og tilbage over kanalen.
I perioden, hvor kanalen blev åbnet, steg bilmængden, og sammen med etableringen af en ny vej til Chiriquí i det vestlige Panama betød det behov for at kunne komme over kanalen. Panama Canal Mechanical Division tog fat på dette problem i 1931 med indsættelsen af af to nye færger. En udvidelse af dette tilbud med flere pramme fandt sted i 1940, men det var primært til gavn for militæret.
I 1942 blev en svingbro til vej og jernbane etableret på Miraflores-sluserne. Selv om den kun kunne bruges, når der ikke var skibe i slusen, betød den alligevel en lettelse af trafikpresset over kanalen. Det var dog tydeligt, at der måtte en noget mere gennemgribende løsning til, også selv om endnu en færge blev indsat samme år. 

### Broprojektet
Ideen om en fast bro over kanalen var blevet fremsat med høj prioritet så tidligt som i 1923. De vekslende regeringer i Panama forsøgte at presse USA, der kontrollerede Kanalzonen, og i 1955 blev der indgået aftale om, at USA skulle bygge broen.
Kontrakten på 20 millioner dollars gik til John F. Beasly & Company, og projektet blev startet ved en ceremoni 23. december 1958 under medvirken af USAs ambassadør Julian Harrington og Panamas præsident Ernesto de la Guardia Navarro. Selve bygningen startede i oktober det følgende år og tog næsten to og et halvt år at gennemføre.
Broens indvielse fandt sted 12. oktober 1962 ved en stor ceremoni. Dagen startede med en koncert med amerikanske militærorkestre og Panamas Nationalgardes orkester. Herefter fulgte taler, bøn, musik og begge landes nationalmelodier. Snoren blev klippet over af Maurice H. Thatcher, hvorefter de tilstedeværende fik lov til at gå over broen. Der blev taget store sikkerhedsforanstaltninger for at holde styr på den store menneskemængde. Ceremonien blev intensivt dækket med radio- og tv-udsendelser. 

### Anvendelsen
Ved åbningen blev broen et vigtigt led i Panamerika Highway, og omkring 9.500 køretøjer passerede dagligt broen. Dette tal steg imidlertid, og i 2004 var det omkring 35.000 køretøjer, der dagligt kørte over broen. Den blev derfor en flaskehals på highwayen, og den blev afløst af Puente Centenario, der nu er hovedforbindelsen over Panamakanalen og en del af Panamerika Highway.

## Navnet
Broen blev oprindeligt benævnt (især af folk fra USA) som Thatcher Ferry Bridge efter navnet på den første færge, der krydsede kanalen omtrent på samme sted, som broen blev bygget. Færgen var opkaldt efter Maurice H. Thatcher, der havde været medlem af kanalkommissionen, der forberedte lovgivningen, der var nødvendig for at muliggøre færgen. Det var den samme Thatcher, der indviede broen.
Navnet var imidlertid upopulært hos Panamas regering, der foretrak Puente de las Américas. Broen fik dette navn officielt efter vedtagelsen af en resolution i Nationalforsamlingen ti dage før broens indvielse. 
Interessant nok sagde viceudenrigsminister George W. Bell i sin tale under indvielsesceremonien: "vi kan i dag betragte denne bro som et nyt og lysende skridt hen imod virkeliggørelsen af drømmen om Panamerika Highwayen, som nu næsten er en realitet. Den store bro, vi indvier i dag – i sandhed en Amerikaernes bro – udgør sidste trin i highwayen fra USA til Panama."

## Eksterne referencer
- Om Puente de las Amércas Arkiveret 21. juni 2006 hos  Wayback Machine

8°56′34.02″N 79°33′56.25″V / 8.9427833°N 79.5656250°V